# フェイススケール

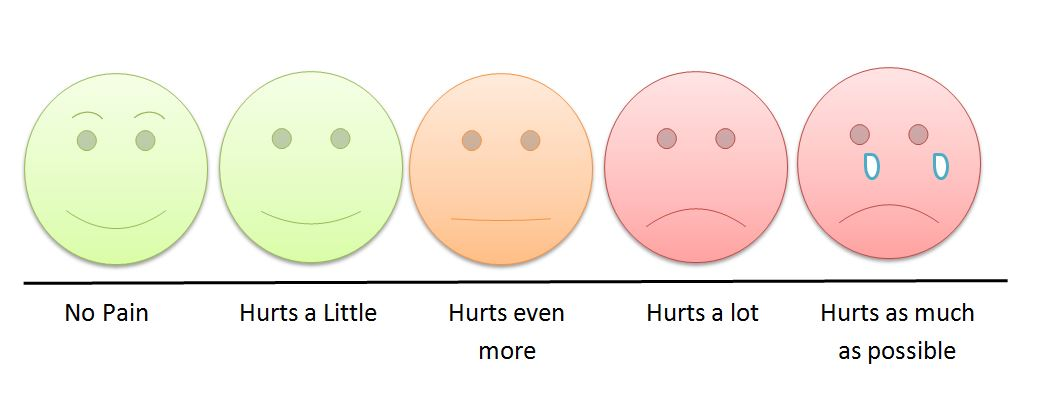
子供向けの5段階フェイススケール。

フェイススケール（英: Face scale）とは、現在の痛みを「にっこり笑った顔」から普通の顔、そして「しかめっ面」そして「泣き顔」までの様々な段階の顔を用意して、神経痛などの痛みを訴えている患者にどのぐらい痛むのかを示してもらうことで、その痛み度を客観的に知るために、ペインクリニック・麻酔科などで用いられる用具・用紙のことである。
痛み（疼痛）の具合は客観的にはわからない。先進的な医療機関ならば電流知覚閾値検査装置（ニューロメーター）など痛みを数値化して測定する機械もあるが、まだまだ普及していない。そこで、どこでも容易に痛みの度合いを伝えることができる手段が、この方法である。患者にこれを問診票などで言葉で記入してもらっても、医師にはなかなか伝わりにくい。これを指で示してもらうなどすることで、医師はどのぐらい患者が苦痛に感じているのかを理解しやすくなる。また、定期的にこのチェックを行うことで、痛みが悪化しているのか、それとも改善しているのかを知る手がかりにもなる。
痛みの強さの評価法としては、フェイススケールの他に、直線状のヴィジュアルアナログスケール（Visual Analogue Scale：VAS）、0〜10までに数値で評価するニュメリカルレーティングスケール（Numerical Rating Scale：NRS）、言葉として表現するバーバルレーティングスケール（Verbal Rating Scale：VRS）が挙げられる。これら痛みの強さの評価法のことを英語では総称してペインスケール（Pain scale）と呼ぶ。
電流知覚域検査装置の具体例として日本ではペインビジョンが挙げられる。ただしこれによる痛み度の評価はいくらかの主観性を含んでいることにより限界がある。